# Eberhard zu Solms-Sonnenwalde
Le comte Eberhard zu Solms-Sonnenwalde (né le 2 juillet 1825 à Kotitz - mort le 29 juin 1912 à Berlin) est un diplomate allemand.

## Biographie
Fils de Guillaume de Solms-Sonnenwalde (de), seigneur de Sonnewalde (de) Eberhard zu Solms-Sonnenwalde est élève à l'Académie de chevalerie de Brandebourg-sur-la-Havel de 1839 à 1843 et entre au régiment des Gardes du Corps où il est promu officier en 1844. Deux ans plus tard, il est attaché à l'ambassade de Prusse à Dresde. Il occupe par la suite différents postes diplomatiques : secrétaire de légation et chargé d'affaires à Vienne en 1853, envoyé à Saint-Pétersbourg en 1859 et secrétaire de première classe à Vienne en 1861. Muté à l'ambassade de Prusse à Paris en 1863, il épouse Odette Louise Lafitte le 20 janvier 1872. À cause de ce mariage avec une roturière, Guillaume Ier le renvoie temporairement du service diplomatique. 
De 1872 à 1873, il est envoyé de l'Empire allemand à Rio de Janeiro. De 1873 à 1874, il est envoyé de Prusse à Dresde. De 1878 à 1887, il est envoyé extraordinaire et Ministre plénipotentiaire auprès du roi d'Espagne Alphonse XII et négocie dans le cadre du conflit concernant l'occupation du Yap par les troupes allemandes. En 1889, il est nommé ambassadeur de Guillaume II auprès de Marie-Christine d'Autriche en Espagne avant de partir comme ambassadeur à Rome en 1892. Fin 1893, il est relevé de ses fonctions et remplacé par Bernhard von Bülow.
Au milieu de l'année 1900, le comte zu Solms est nommé délégué pour le service de santé volontaire en Chine.

## Source
- (de) Cet article est partiellement ou en totalité issu de l’article de Wikipédia en allemand intitulé « Eberhard zu Solms-Sonnenwalde » (voir la liste des auteurs).